# Porozumienie bez barier
Porozumienie bez barier – fundacja charytatywna założona przez Jolantę Kwaśniewską, żonę prezydenta Aleksandra Kwaśniewskiego. Rozpoczęła swoją działalność 15 kwietnia 1997 roku. Od 30 marca 2004 roku posiada status Organizacji Pożytku Publicznego (OPP).

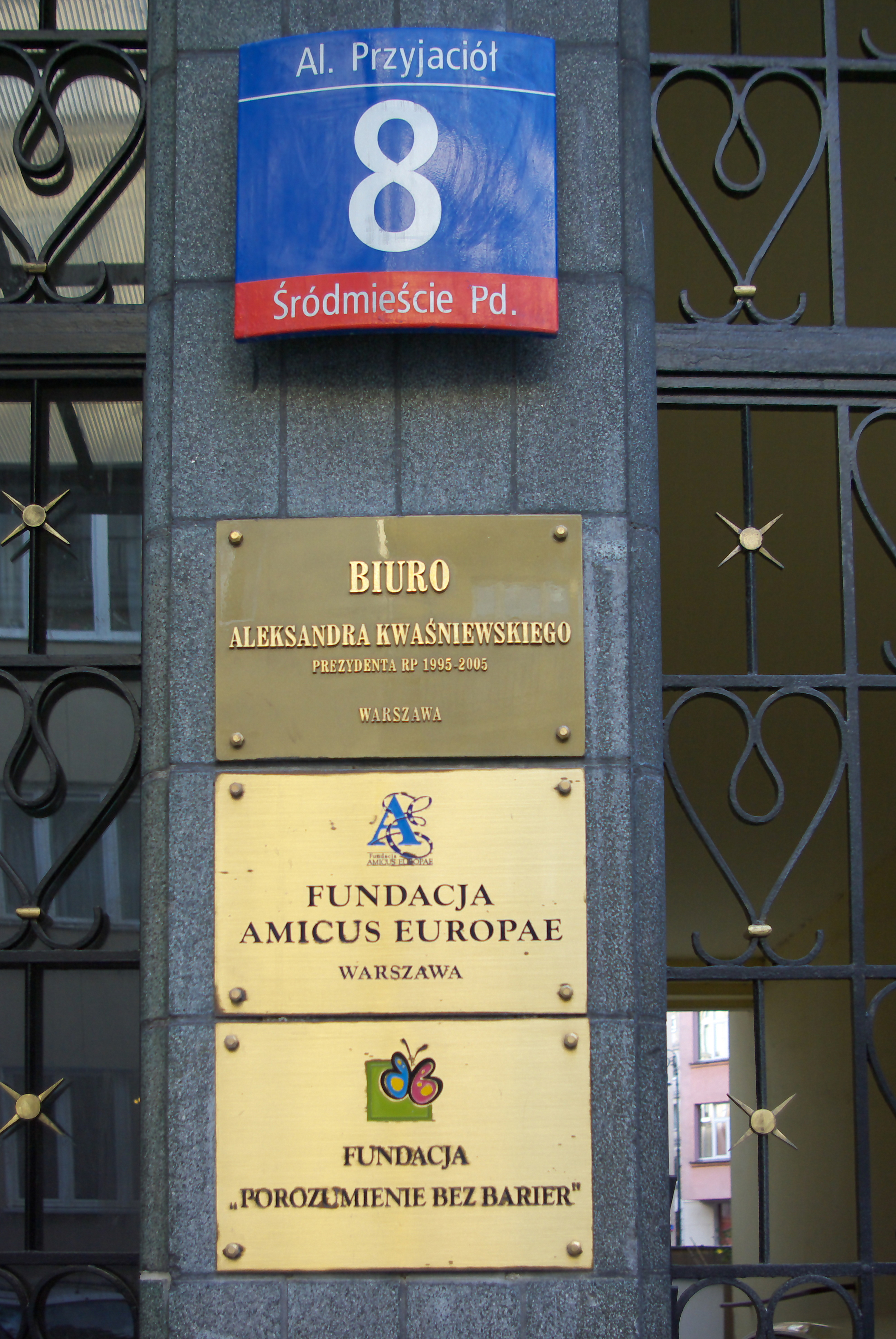
Tablica informacyjna przy Alei Przyjaciół 8

## Cel
Celem fundacji jest prowadzenie oraz wspieranie działalności na rzecz inicjowania procesu zmian cywilizacyjnych i kulturowych tworzących ludziom warunki równych szans na drodze do ich rozwoju intelektualnego, zawodowego, społecznego i kulturalnego.
Do podstawowych celów działania Fundacji należą:
- Wyrównywanie życiowych szans dzieci niepełnosprawnych, chorych i szczególnie pokrzywdzonych przez los,
- Upowszechnianie wiedzy na temat profilaktyki chorób cywilizacyjnych,
- Popularyzowanie zdrowego trybu życia przez ogólnokrajowe akcje prozdrowotne jak m.in.: Możesz zdążyć przed rakiem, Miej serce i dbaj o serce, Nie łam się. Jest O.K., Słodkiego nowego życia, Dobrze być kobietą, Co każdy duży chłopiec wiedzieć powinien.
- Walka ze społeczną dyskryminacją ze względu na wiek w ramach programu Oswajanie Starości

## Osiągnięcia
Fundacja realizuje kilka programów, w ramach których oprócz osób indywidualnych, wspierane są szpitale, inne fundacje, hospicja, ośrodki rehabilitacji, stowarzyszenia i placówki opiekuńczo – wychowawcze. Są to:
- Najważniejszy i najkosztowniejszy program o nazwie One muszą żyć, którego celem jest zwiększenie ilości przeszczepów szpiku kostnego wśród dzieci chorych na białaczkę. Jego  dumą jest sfinansowana przez Fundację i otwarta w 2005r Klinika Hematologii i Onkologii Dziecięcej przy Akademii Medycznej w Gdańsku.
- Program Otwórzmy dzieciom świat w ramach którego Fundacja organizuje wyjazdy do atrakcyjnych miejsc i regionów świata, głównie dla dzieci których ojcowie zginęli podczas pełnienia obowiązków służbowych.
- Dofinansowanie turnusów rehabilitacyjnych dla dzieci przewlekle chorych i niepełnosprawnych.
- Działający przy Fundacji Fundusz Pomocy Młodym Talentom Jolanty i Aleksandra Kwaśniewskich, który służy pomocą stypendialną szczególnie utalentowanym uczniom, głównie niepełnosprawnym oraz z rodzin biednych.

Fundacja promuje ideę pokoju i tolerancji na świecie. Prezes fundacji Jolanta Kwaśniewska była organizatorką międzynarodowej konferencji Keep Children Smiling In The New Millenium (Zachowaj Uśmiech Dzieci w Nowym Tysiącleciu), która odbyła się w Warszawie w 1999 roku, by uhonorować 10 Rocznicę przyjęcia przez Zgromadzenie Ogólne Narodów Zjednoczonych, Konwencji o Prawach Dziecka. Wtedy też narodziła się idea projektu Tęczowy Most oraz Szkół Tolerancji. Oba projekty kontynuowano w następnych latach.
Fundacja współpracuje z  krajowymi i międzynarodowymi organizacjami pozarządowymi, są to m.in. Międzynarodowe Centrum na rzecz Dzieci Zaginionych i Wyzyskiwanych ((ang.) International Centre for Missing and Exploited Children, ICMEC), Międzynarodowy Ruch Kobiet na rzecz Pokoju Suzan Mubarak ((ang.) The Suzanne Mubarak Women’s International Peace Movement), Europejska Koalicja Pacjentów Chorych na Raka ((ang.) European Cancer Patient Coalition, ECPC), Światowa Organizacja na rzecz Rodziny ((ang.) World Family Organization, WFO), feministyczna Globalne Partnerstwo Istotne Głosy ((ang.) Vital Voices Global Partnership), Fundacja Helen Bamber ((ang.) Helen Bamber Foundation), Globalna Inicjatywa ONZ na rzecz Zwalczania Handlu Ludźmi ((ang.) The United Nations Global Initiative to Fight Human Trafficking, UN.GIFT), Biuro ONZ ds. Narkotyków i Przestępczości ((ang.) The United Nations Office On Drugs and Crime, UNODC).

## Kontrowersje
Lista darczyńców Fundacji objęta była tajemnicą, nie ujawniano jej nawet na prośbę członków sejmowej komisji śledczej ds. PKN Orlen. Z raportów spółek giełdowych wynikało, że darczyńcami tej fundacji są m.in. PKN Orlen, Kulczyk Holding, Fundacja Warta, PTK Centertel, Grupa Żywiec, Winterthur, Fundacja Banku Zachodniego WBK, Bartimpex i L’Oréal Poland. W 2001 roku Fundacja zgromadziła łącznie 4,5 miliona zł darowizn. Ostatecznie ujawniona lista darczyńców za lata 1997–2004 nie jest pełna i zawiera tylko firmy. Fundacja utrzymuje, że przedstawienia listy osób fizycznych zabrania konstytucja i ustawa o ochronie danych osobowych.